# 塞良斯卡鎮
51°32′21″N 31°2′59″E / 51.53917°N 31.04972°E
塞良斯卡镇（烏克蘭語：Селянська Слобода），是烏克蘭北部切爾尼希夫州切爾尼希夫區新比洛乌斯市镇的村落。始建於1689年，面積0.18平方公里，海拔高度138米，2001年人口258。